# Gaspard Glanz
Gaspard Glanz, né le 22 avril 1987 à Strasbourg, est un journaliste reporter d'images français.
Il est le gérant du site Taranis News, qu'il a fondé en 2011.

## Biographie

### Formation
Gaspard Glanz naît le 22 avril 1987 à Strasbourg,. Élève au lycée Kléber, il est, en 2006, un des dirigeants du syndicat lycéen UNL à Strasbourg. Lors des manifestations contre le contrat première embauche, il est condamné pour outrages à des membres de la direction et du personnel d'un lycée strasbourgeois,. Il obtient une licence en sociologie criminelle à l'université Rennes-II.
Il est autodidacte en journalisme, débutant cette activité en 2009 lors du sommet de l'OTAN Strasbourg-Kehl.

### Carrière

#### Taranis
Gaspard Glanz est le fondateur en 2011 du site d'informations Taranis News, dans lequel il couvre particulièrement l'actualité des mouvements sociaux, ce qu'il appelle le « street journalism », « un journalisme urbain, pour les jeunes, car 90 % des visiteurs de notre site ont entre 17 et 35 ans. » Il filme et photographie notamment aux ZAD de Sivens et de Notre-Dame-des-Landes, la jungle de Calais, Paris lors des manifestations contre la loi travail, le mouvement Nuit debout ou les manifestations des Gilets jaunes.

#### Carrière journalistique
Il collabore également en tant que pigiste pour plusieurs médias en ligne, tels que Rue89 Strasbourg ou Reporterre. En 2021, il est annoncé comme contributeur au média Blast.
Pendant l'été 2015, il réalise un film sur l'exode des réfugiés dans les Balkans.
En novembre 2015, alors qu'il couvrait une action de "fauchage de chaises" dans une banque, en collaboration avec Rue89 Strasbourg, il est placé en garde à vue et refuse de donner ses images,.
Interpellé dans la jungle de Calais en octobre 2016, il est placé sous contrôle judiciaire et sous interdiction de séjour dans l’ensemble du Pas-de-Calais,. Il apprend lors de sa garde à vue qu'il est fiché S. Selon le journal Le Point, Gaspard Glanz « a été condamné à quatre reprises, la dernière en 2017 pour vol par le tribunal correctionnel de Boulogne-sur-Mer, alors qu'il couvrait l'évacuation de la « jungle » de Calais » : il lui est reproché le vol d'un talkie-walkie des CRS que Gaspard Glanz indique avoir seulement ramassé par terre.
En 2017, il reçoit des menaces sur les réseaux sociaux, après avoir indiqué que des policiers se faisaient passer pour des journalistes de façon récurrente lors de manifestations. Il est fiché S,, et dénonce un « harcèlement judiciaire ». Sur sa fiche S, il est noté que le journaliste « serait membre de la mouvance anarcho-autonome et susceptible d'action violente ».
En juin 2017, il obtient une première notoriété auprès du grand public en publiant une vidéo dénonçant la vente par un Carrefour City parisien de produits impropres à la consommation et en forçant sa fermeture. Il a été critiqué pour la violence de sa réaction,,,,.
En juillet 2018, il contribue à la médiatisation de l'affaire Benalla via Taranis News. Des images tournées par ses soins et Clément Lanot sont versées au dossier de la commission parlementaire rassemblée pour faire la lumière sur l'affaire Benalla,,.
Le 23 mars 2019, il apprend lors d'une interpellation à l'issue d'une manifestation qu'il est également fiché J (fiche judiciaire), en plus de sa fiche S, à la suite de l'affaire de Calais.
Il est blessé aux jambes par 5 éclats de grenade désencerclante le 5 décembre 2019 en couvrant une manifestation contre la réforme des retraites. Son téléphone et un de ses appareils photo ont été détruits.
En février 2020, lors du blocage du tribunal judiciaire de Paris par un collectif d'avocats en grève contre la réforme des retraites, il est accusé d'avoir asséné un coup de tête à un magistrat qui refusait d'être filmé. Celui-ci a déposé une plainte pour violences.

#### Arrestation d'avril 2019

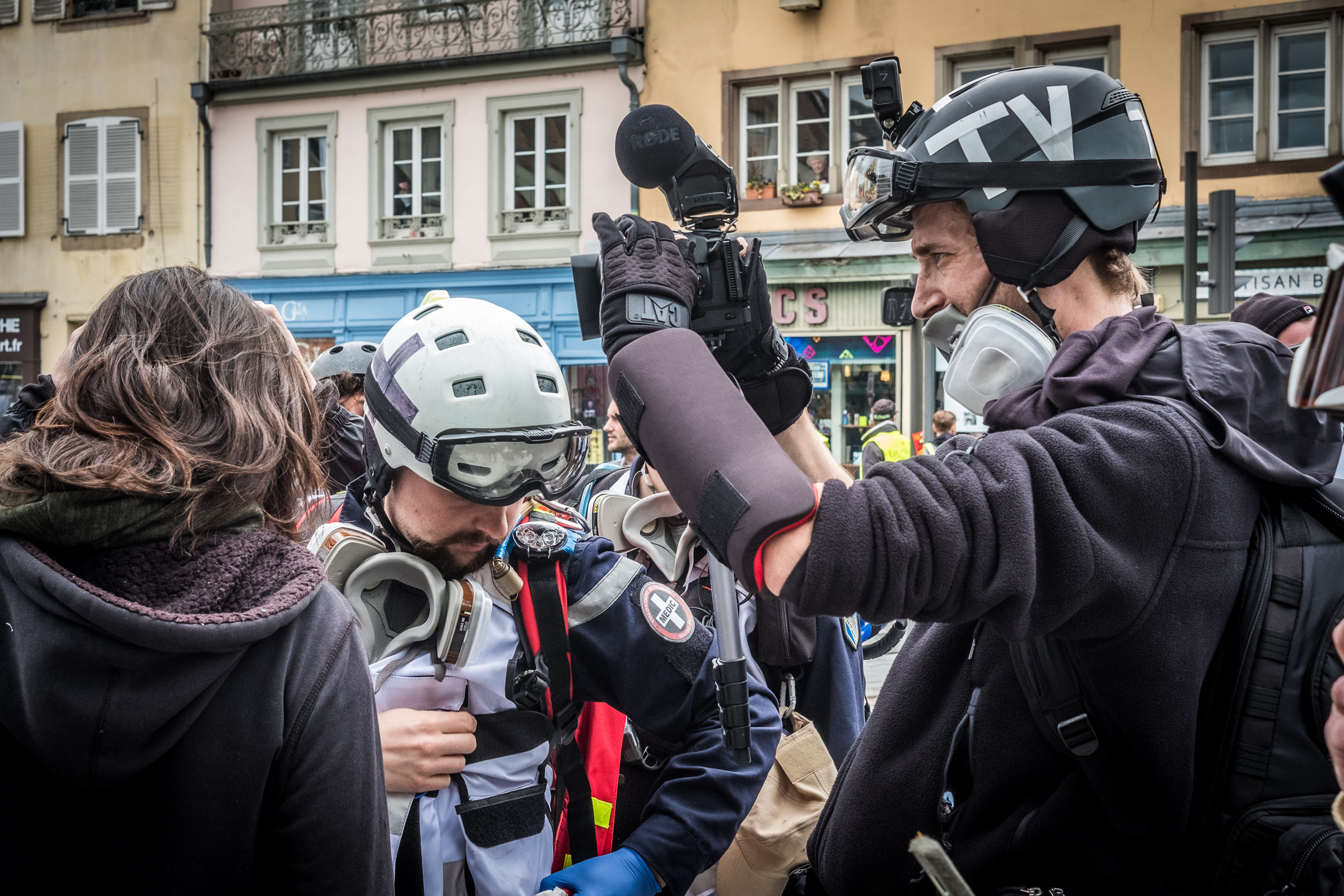
Gaspard Glanz au cours d’une manifestation à Strasbourg le 27 avril 2019.

Il est interpellé à Paris le 20 avril 2019 lors d'une manifestation,, aux motifs de « participation à un groupement en vue de commettre des violences ou des dégradations » et « outrage sur une personne dépositaire de l'autorité publique ». Reporters sans frontières et le Syndicat national des journalistes dénoncent des « atteintes à la liberté d'informer ». Déféré après presque 48 heures de garde à vue devant le tribunal de Paris, il est convoqué ultérieurement pour le seul motif d'outrage,, ce qui a ensuite posé question de la légalité de sa garde à vue. Jean-Marie Delarue, président de la Commission nationale consultative des droits de l'homme, estime alors que la garde à vue de Gaspard Glanz s'inscrit dans un contexte plus général de restriction des libertés fondamentales en France.
Le 22 avril 2019, le TGI de Paris lui interdit de paraître à Paris tous les samedis et le 1er mai, jusqu'au 18 octobre 2019. Gaspard Glanz conteste cette décision au motif qu'elle porterait atteinte à la liberté de la presse et à sa liberté de travailler, lui qui habite Paris. Vingt-quatre sociétés de journalistes et rédacteurs affichent leur soutien à Gaspard Glanz dans une tribune publiée le 23 avril,,. Il annonce dans un premier temps qu'il ne respectera pas la décision du TGI et se rendra le samedi suivant à Paris pour couvrir la manifestation, avant de se raviser sur les conseils de ses avocats,.
Par effet Streisand, cet évènement et son traitement médiatique lui font gagner une certaine notoriété dans le public non-militant, notamment jusqu'au gouvernement,.
Peu après cette affaire, Arrêt sur Images annonce l'engager comme collaborateur, qu'ils considèrent comme « particulièrement qualifié sur la question des libertés publiques » pour la conférence de presse d'Emmanuel Macron du 25 avril 2019. Cependant, l'Élysée a refusé l'accréditation du journaliste en indiquant que les inscriptions avaient été fermée la veille pour des raisons de sécurité,,. L'Élysée indiquait également l'obligation de disposer d'une carte de presse, sauf pour ceux obtenant une dérogation.
Le 29 avril 2019, le tribunal de Paris reconnaît l'irrégularité de son contrôle judiciaire et le lève complètement, lui permettant donc de reprendre ses activités dans les manifestations parisiennes.

#### Arrestation d'octobre 2019
Lors de la manifestation organisée le 2 octobre 2019 par des syndicats policiers, Gaspard Glanz est interpellé à deux reprises et appréhendé sans que soit notifié le motif de l'interpellation, puis relâché un peu plus tard. Plusieurs vidéos semblent mettre en cause Frédéric Lagache, délégué général du syndicat Alliance, dans la seconde interpellation, mais celui-ci n'a pas souhaité répondre aux questions du journal Libération.

#### Condamnation en novembre 2019
Le 15 novembre 2019, le tribunal correctionnel de Paris condamne Gaspard Glanz à une amende de 300 euros pour avoir adressé un doigt d'honneur à l'encontre de policiers, après qu'il a affirmé avoir reçu une grenade de désencerclement, au cours d'une manifestation de gilets jaunes en avril 2019,.

#### Arrestation de septembre 2020
Il est placé en garde à vue pour « participation à un groupement en vue de commettre des violences ou des dégradations », fouillé à plusieurs reprises, puis libéré quelques heures plus tard sans être poursuivi. Il rapproche les interpellations répétées sur sa personne de la nouvelle version du schéma national de maintien de l'ordre, qui autorise depuis septembre 2020 les forces de l’ordre à interpeller les journalistes et observateurs lors des manifestations,.

## Critiques
Les détracteurs de Gaspard Glanz remettent en cause sa qualité de journaliste notamment par le fait qu'il ne possède pas de carte de presse, bien que celle-ci ne soit pas une condition sine qua non pour être considéré comme tel.
Il est parfois critiqué aussi pour ses réactions à chaud, notamment en juin 2017 lors d'une altercation avec le gérant d'un Carrefour City,,,,, ou en avril 2019 pour avoir fait un doigt d'honneur à des policiers après avoir reçu une grenade.